# چت فورمن
چت فورمن (انگلیسی: Chet Fuhrman) بازیکن فوتبال آمریکایی است.